# حفرة تحت الكتف
حفرة تحت الكتف هي تقعر واسع يوجد في السطح الداخلي لعظم الكتف.
ترتبط العضلة تحت الكتفية بحفرة تحت الكتف.

## صور إضافية

عظم الكتف الأيسر. حفرة تحت الكتف ملونة باللون الأحمر.
حفرة تحت الكتف ملونة باللون الأحمر.
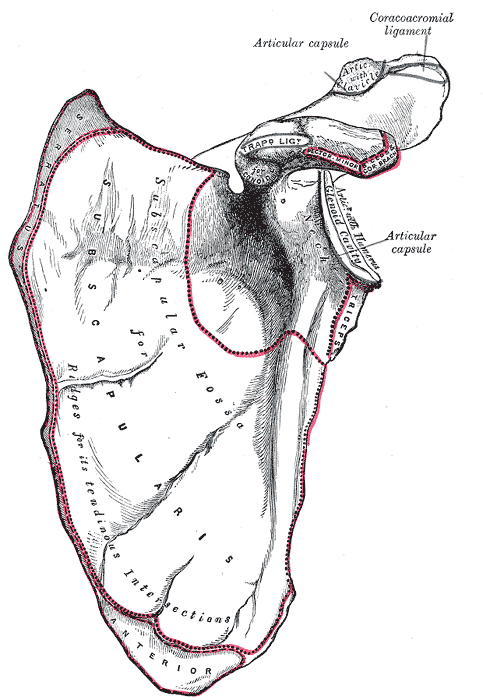
السطح الداخلي لعظم الكتف، حفرة تحت الكتف مؤشرة في المنتصف
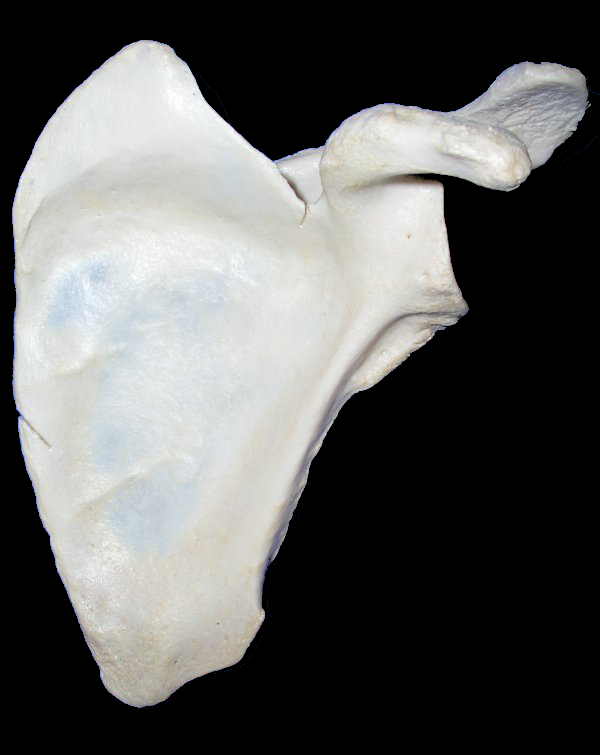
السطح الداخلي لعظم الكتف الأيسر، حفرة تحت الكتف غير مؤشرة لك يمكن ملاحظتها في المنتصف.

## روابط خارجية
- درسٌ تشريحي حول lesson1bonesofpostshoulder مُعدٌ بواسطة ويسلي نورمان (جامعة جورجتاون).
- صور تشريحية:03:os-0103 في مركز داونستيت الطبي التابع لجامعة نيويورك - "العظم الكتفي"